# Movistar Team/Saison 2017
Diese Liste beschreibt die Mannschaft und die Erfolge des Radsportteams Movistar Team in der Saison 2017.

## Erfolge in der UCI WorldTour
In den Rennen der Saison 2017 der UCI WorldTour gelangen die nachstehenden Erfolge.
| Datum        | Rennen                             | Fahrer             |
| ------------ | ---------------------------------- | ------------------ |
| 11. März     | 4. Etappe Tirreno-Adriatico        | Nairo Quintana     |
| 8.–14. März  | Gesamtwertung Tirreno-Adriatico    | Nairo Quintana     |
| 22. März     | 3. Etappe Katalonien-Rundfahrt     | Alejandro Valverde |
| 24. März     | 5. Etappe Katalonien-Rundfahrt     | Alejandro Valverde |
| 26. März     | 7. Etappe Katalonien-Rundfahrt     | Alejandro Valverde |
| 20.–26. März | Gesamtwertung Katalonien-Rundfahrt | Alejandro Valverde |
| 7. April     | 5. Etappe Baskenland-Rundfahrt     | Alejandro Valverde |
| 3.–8. April  | Gesamtwertung Baskenland-Rundfahrt | Alejandro Valverde |
| 19. April    | La Flèche Wallonne                 | Alejandro Valverde |
| 23. April    | Lüttich–Bastogne–Lüttich           | Alejandro Valverde |
| 13. Mai      | 8. Etappe Giro d’Italia            | Gorka Izagirre     |
| 14. Mai      | 9. Etappe Giro d’Italia            | Nairo Quintana     |

## Erfolge in der UCI Europe Tour
In den Rennen der Saison 2017 der UCI Europe Tour gelangen die nachstehenden Erfolge.
| Datum           | Rennen                                  | Kat. | Fahrer               |
| --------------- | --------------------------------------- | ---- | -------------------- |
| 4. Februar      | 4. Etappe Valencia-Rundfahrt            | 2.1  | Nairo Quintana       |
| 1.–5. Februar   | Gesamtwertung Valencia-Rundfahrt        | 2.1  | Nairo Quintana       |
| 11. Februar     | Murcia-Rundfahrt                        | 1.1  | Alejandro Valverde   |
| 15. Februar     | 1. Etappe Andalusien-Rundfahrt          | 2.HC | Alejandro Valverde   |
| 17. Februar     | 3. Etappe Algarve-Rundfahrt (EZF)       | 2.HC | Jonathan Castroviejo |
| 15.–19. Februar | Gesamtwertung Andalusien-Rundfahrt      | 2.HC | Alejandro Valverde   |
| 22.–26. Februar | Gesamtwertung Alentejo-Rundfahrt        | 2.1  | Carlos Barbero       |
| 2. April        | Vuelta a La Rioja                       | 1.1  | Rory Sutherland      |
| 5. April        | 3. Etappe Circuit Cycliste Sarthe (EZF) | 2.1  | Alex Dowsett         |
| 9. April        | Klasika Primavera                       | 1.1  | Gorka Izagirre       |
| 30. April       | 2. Etappe Asturien-Rundfahrt            | 2.1  | Nairo Quintana       |
| 6. Mai          | 2. Etappe Madrid-Rundfahrt              | 2.1  | Carlos Barbero       |
| 7. Mai          | 3. Etappe Madrid-Rundfahrt              | 2.1  | Jasha Sütterlin      |
| 21. Mai         | 3. Etappe Vuelta a Castilla y León      | 2.1  | Carlos Barbero       |
| 2. Juni         | Hammer Climb Hammer Sportzone Limburg   | 2.1  | Movistar Team        |
| 31. Juli        | Circuito de Getxo                       | 1.1  | Carlos Barbero       |
| 4. August       | 4. Etappe Burgos-Rundfahrt              | 2.HC | Carlos Barbero       |

## Erfolge bei den Nationalen Straßen-Radsportmeisterschaften
In den Rennen zu den Nationalen Straßen-Radsportmeisterschaften 2017 gelangen die nachstehenden Erfolge.
| Datum    | Rennen                                     | Sieger               |
| -------- | ------------------------------------------ | -------------------- |
| 23. Juni | Spanische Meisterschaft – Einzelzeitfahren | Jonathan Castroviejo |
| 25. Juni | Spanische Meisterschaft – Straßenrennen    | Jesus Herrada        |

## Zugänge – Abgänge
| Zugänge            | Team 2016              | Abgänge                | Team 2017           |
| ------------------ | ---------------------- | ---------------------- | ------------------- |
| Carlos Barbero     | Caja Rural-Seguros RGA | Ion Izagirre           | Bahrain-Merida      |
| Daniele Bennati    | Tinkoff                | Juan José Lobato       | Team Lotto NL-Jumbo |
| Nuno Bico          | Klein Constantia       | Javier Moreno          | Bahrain-Merida      |
| Richard Carapaz    | Lizarte                | Francisco José Ventoso | BMC Racing Team     |
| Héctor Carretero   | Lizarte                | Giovanni Visconti      | Bahrain-Merida      |
| Víctor de la Parte | CCC Sprandi Polkowice  |                        |                     |

## Mannschaft
| Teamkader 2017                            | Teamkader 2017     | Teamkader 2017         | Teamkader 2017                             |
| Name                                      | Geburtsdatum       | Land                   | Vorheriges Team                            |
| ----------------------------------------- | ------------------ | ---------------------- | ------------------------------------------ |
| Andrey Amador                             | 29. August 1986    | Costa Rica             | Lizarte (2008)                             |
| Winner Anacona                            | 11. August 1988    | Kolumbien              | Lampre-Merida (2014)                       |
| Jorge Arcas                               | 8. Juli 1992       | Spanien                | Lizarte (2015)                             |
| Carlos Barbero                            | 29. April 1991     | Spanien                | Caja Rural-Seguros RGA (2016)              |
| Daniele Bennati                           | 24. September 1980 | Italien                | Tinkoff (2016)                             |
| Carlos Betancur                           | 13. Oktober 1989   | Kolumbien              | AG2R La Mondiale (2015)                    |
| Nuno Bico                                 | 3. Juli 1994       | Portugal               | Klein Constantia (2016)                    |
| Richard Carapaz                           | 29. Mai 1993       | Ecuador                | Lizarte (2016)                             |
| Héctor Carretero                          | 28. Mai 1995       | Spanien                | Lizarte (2016)                             |
| Jonathan Castroviejo                      | 27. April 1987     | Spanien                | Euskaltel-Euskadi (2011)                   |
| Víctor de la Parte                        | 22. Juni 1986      | Spanien                | CCC Sprandi Polkowice (2016)               |
| Alex Dowsett                              | 3. Oktober 1988    | Vereinigtes Königreich | Team Sky (2012)                            |
| Imanol Erviti                             | 15. November 1983  | Spanien                |                                            |
| Rubén Fernández                           | 1. März 1991       | Spanien                | Caja Rural-Seguros RGA (2014)              |
| José Herrada                              | 1. Oktober 1985    | Spanien                | Caja Rural (2011)                          |
| Jesús Herrada                             | 26. Juli 1990      | Spanien                | Caja Rural amateur (2010)                  |
| Gorka Izagirre                            | 7. Oktober 1987    | Spanien                | Euskaltel Euskadi (2013)                   |
| Adriano Malori (1. Jan.–10. Jul., Anm.)   | 28. Januar 1988    | Italien                | Lampre-Merida (2013)                       |
| Daniel Moreno                             | 5. September 1981  | Spanien                | Katusha (2015)                             |
| Nélson Oliveira                           | 6. März 1989       | Portugal               | Lampre-Merida (2015)                       |
| Antonio Pedrero                           | 23. Oktober 1991   | Spanien                | Inteja-MMR Dominican cycling team (2015)   |
| Dayer Quintana                            | 10. August 1992    | Kolumbien              | Lizarte (2013)                             |
| Nairo Quintana                            | 4. Februar 1990    | Kolumbien              | Colombia es Pasión-Café de Colombia (2011) |
| José Joaquín Rojas                        | 8. Juni 1985       | Spanien                | Astana (2006)                              |
| Marc Soler                                | 22. November 1993  | Spanien                | Lizarte-AD Galibier (2014)                 |
| Rory Sutherland                           | 8. Februar 1982    | Australien             | Tinkoff-Saxo (2014)                        |
| Jasha Sütterlin                           | 4. November 1992   | Deutschland            | Thüringer Energie Team (2013)              |
| Alejandro Valverde                        | 25. April 1980     | Spanien                | Comunidad Valenciana-Kelme (2004)          |
|                                           |                    |                        |                                            |
| Quellen: ProCyclingStats Cycling Quotient |                    |                        |                                            |

Anmerkung: Adriano Malori, Karriereende des Sportlers